# Bojga stromová
Bojga stromová (Boiga dendrophila), známá též jako bojga ularburong, je stromový had z čeledi užovkovitých pocházející z Indonésie a Filipín.

## Vzhled
Hlava je zřetelně oddělena od těla, které je vertikálně zploštělé. Rýhovité
oční zornice napovídají, že se jedná o nokturnálního živočicha. Šupiny jsou
hladké.
Základní barva těla je černá, další barevné prvky závisí na poddruhu. Poddruh
melanota má žluté prstencové pruhy po celé délce těla, spodní strana je taktéž
zbarvená do žluta. U mláďat tohoto poddruhu se žlutá mění ke konci těla v naoranžovělou.

## Chování
Jedná se o nokturnálního živočicha, který většinu svého života tráví ve větvích
stromů, přes den se skrývá v hustém porostu ve větvích, dutinách stromů apod.
Přestože jde o stromového hada, dokáže se výborně pohybovat i ve vodě, kde může
i lovit. V ohrožení zaujímá, pro hady typickou, S-pozici a při výpadu je schopen
dosáhnout až do vzdálenosti tří čtvrtin své tělesné délky.

## Potrava
Živí se ptáky, ještěry, žábami a případně i menšími savci a rybami. V mladí tvoří
hlavní složku potravy drobní plazi, v dospělosti pak ptáci, na něž má jed Bojgy
stromové největší účinky. Bojga stromová je také výborný plavec a
někteří jedinci se mohou živit i rybami.

## Jed
Obecně je jed bojgy stromové považován za „slabý“, což plyne z toho, že
uštknutí tímto hadem většinou nemá vážné následky. Nicméně jed tohoto
hada obsahuje velice nebezpečné složky, které mohou způsobit trvalé
zdravotní potíže. Mírné nebo žádné příznaky otravy po uštknutí jsou většinou
způsobeny tím, že kvůli primitivnímu systému doručování jedu nedojde vůbec k
zanesení jedu do krevního řečiště. Jedná se o opistoglifního hada a jed do svého
úlovku zanáší hlavně při žvýkání.
Dosud provedené studie identifikovaly několik unikátních neurotoxinů,
jsou to boigatoxin-A a denmotoxin. Oba patří do rodiny tříprstých toxinů
(three-finger toxin) a působí na synaptické receptory nervosvalových
spojení. Nejsilnější účinek mají na ptačí postsynaptické receptory, což dokazuje
jejich potravní specializaci.

## Chov v zajetí
Chov tohoto hada se stává i u nás docela běžnou záležitosti. Patří mezi náročnější hady, zvláště mláďata, která často odmítají myší holata. Jeden exemplář chová i zoologická zahrada v Praze.

### Potrava
Gekoni (např. Paroedur pictus, Lepidodactylus lugubris), ještěrky (např. Takydromus sexlineatus), myši, žáby, kuřata.

### Terárium
Jedná se o stromového hada a tomu je nutno přizpůsobit rozměry a vybavení
terária. To by mělo být dostatečně vysoké, vybavené mnoha větvemi a hustým
porostem, tvořícím ve větvích úkryty.
V teráriu je potřeba udržovat vysokou vlhkost vzduchu a zároveň dostatečné
větrání. Pro udržení dostatečné vlhkosti je tedy nutné časté rosení a velká
nádoba s vodou. Jako substrát je vhodná cypřišová kůra, která je odolná
proti plísním a relativně dobře udržuje vlhkost. Denní teploty udržujeme v
rozmezí 26-30 °C, v noci pokles o pár stupňů.

## Galerie

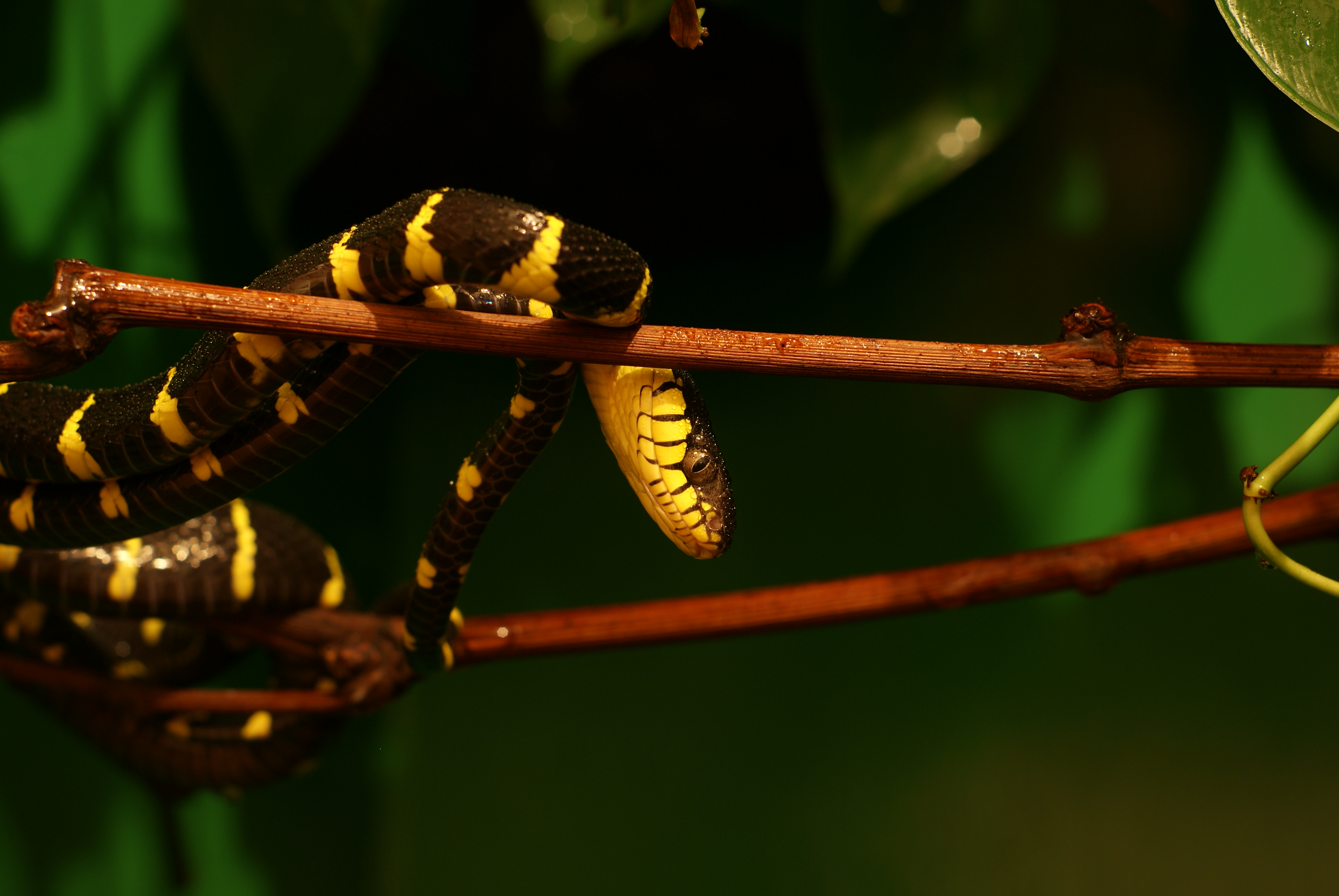
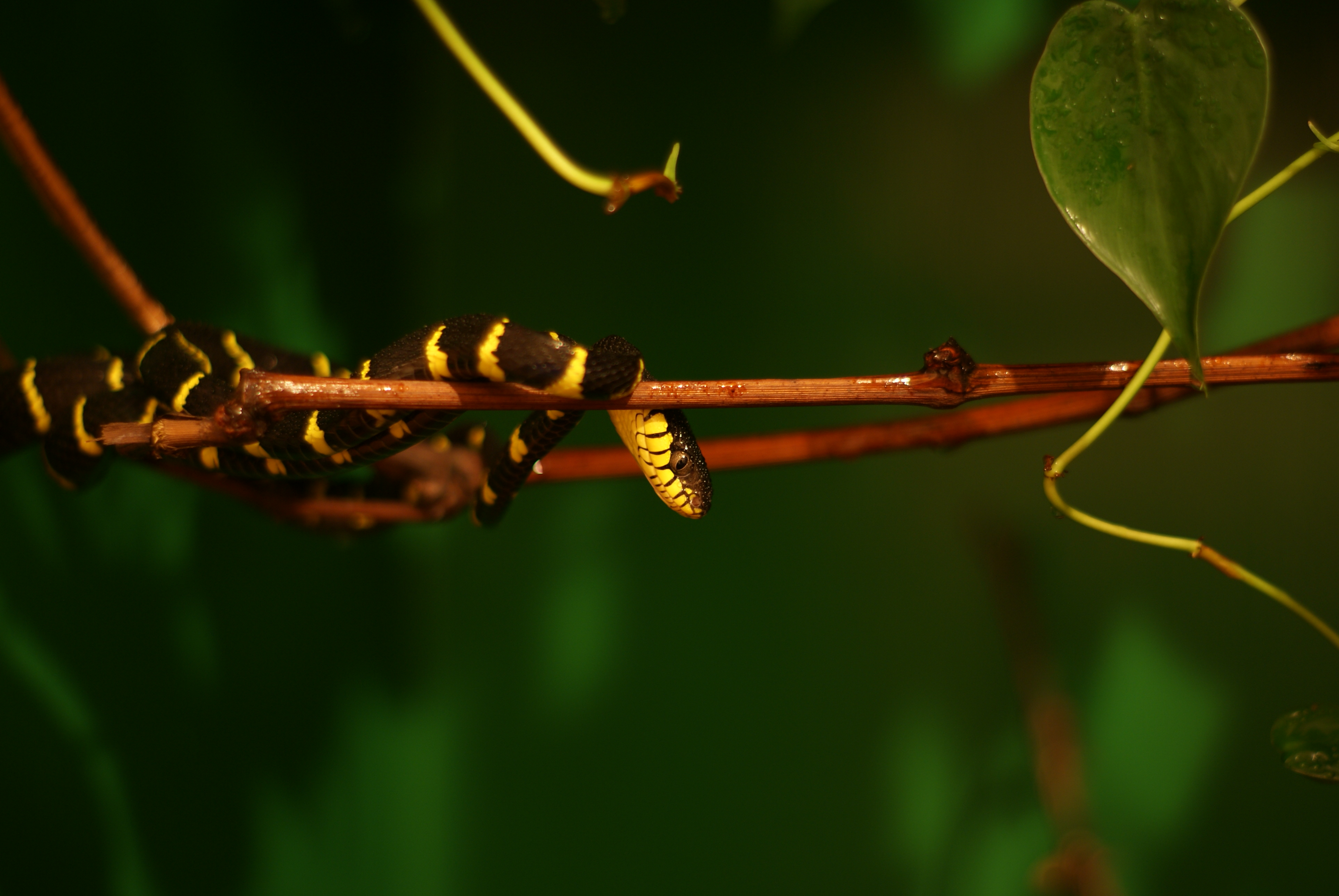
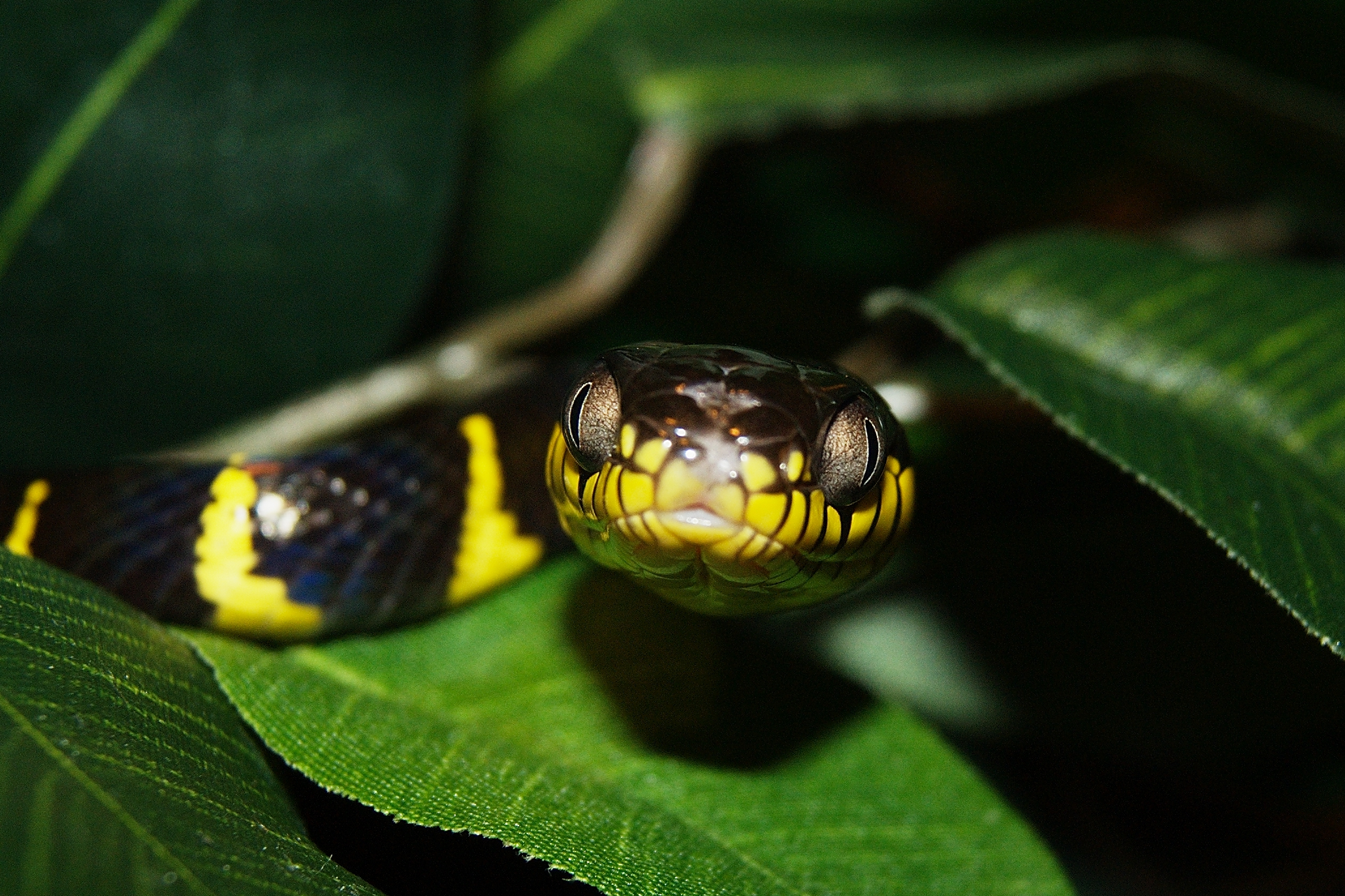
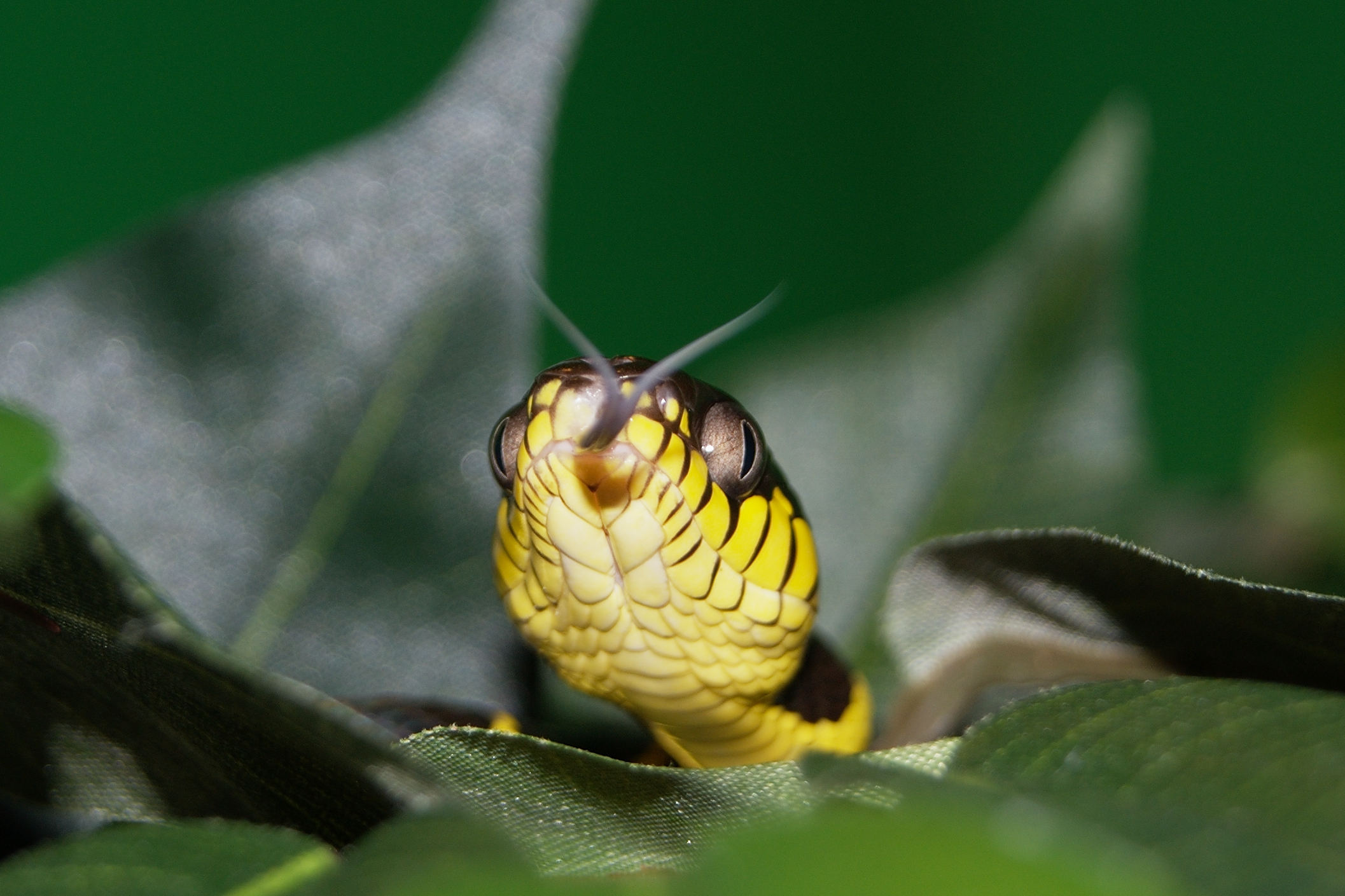
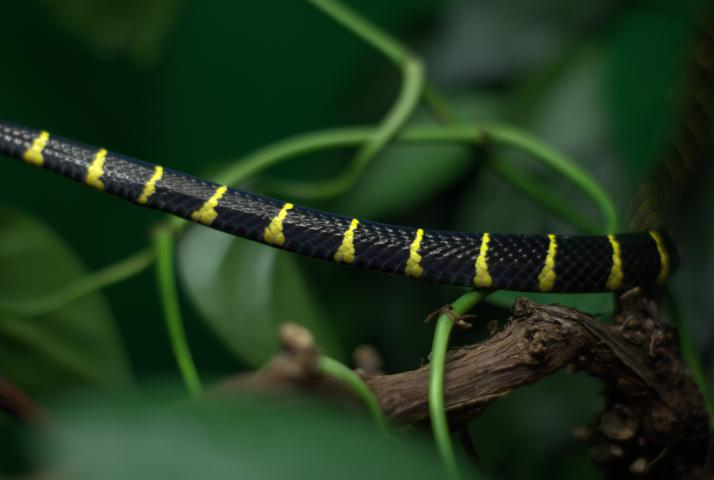
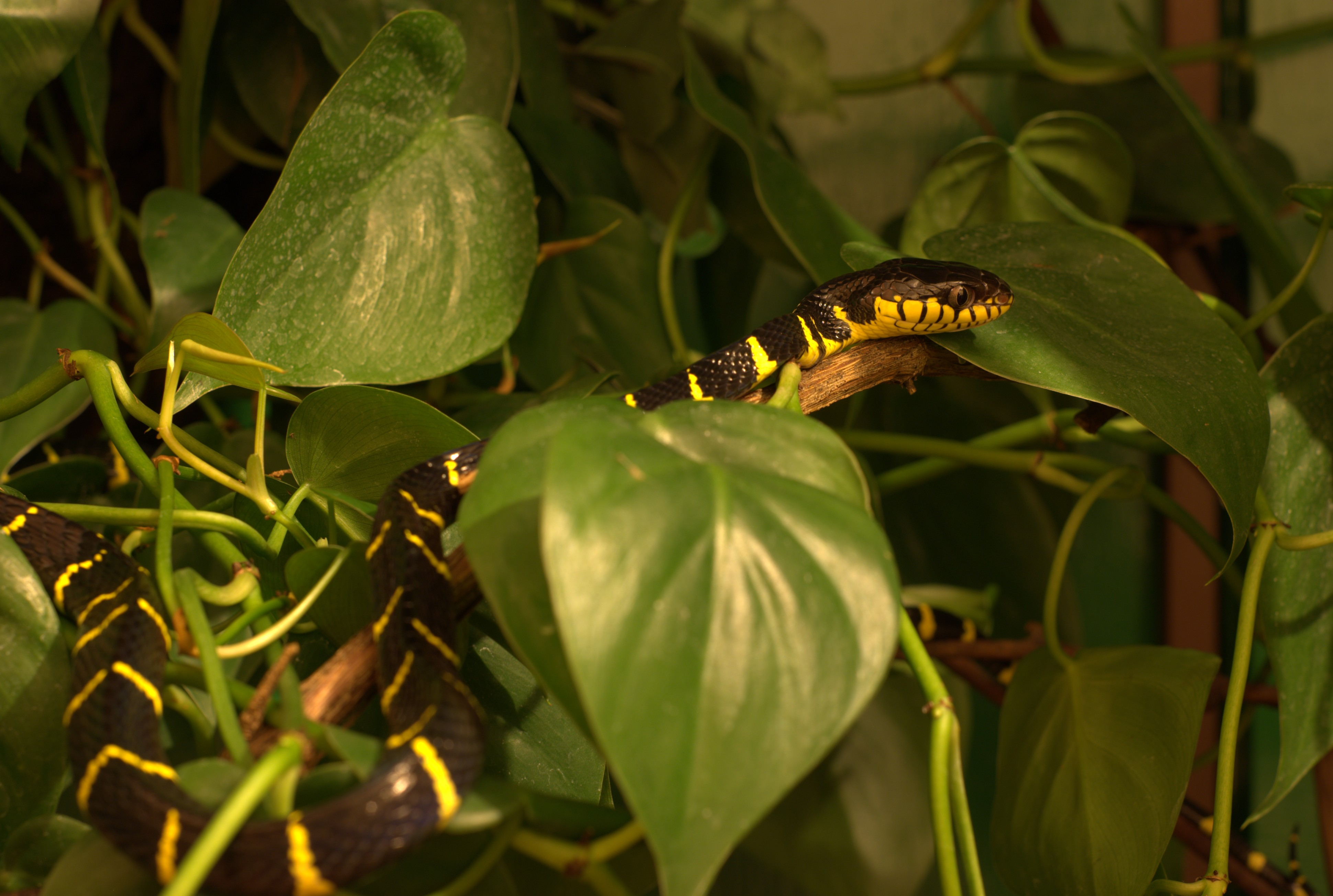